# مضغوط (أكلة)
المضغوط هو وجبة تتكون أساساً من الأرز والدجاج أو اللحم والتي تقدم في دول الخليج واليمن، وتعد من الوجبات الرئيسية في السعودية. وغالباً ما يكون المضغوط مطهواً مع لحم الضأن أو الماعز أو مع الدجاج .
ويشترط استخدام قدر الضغط في طبخ هذه الوجبة. وقد أخذت اسمها منه.

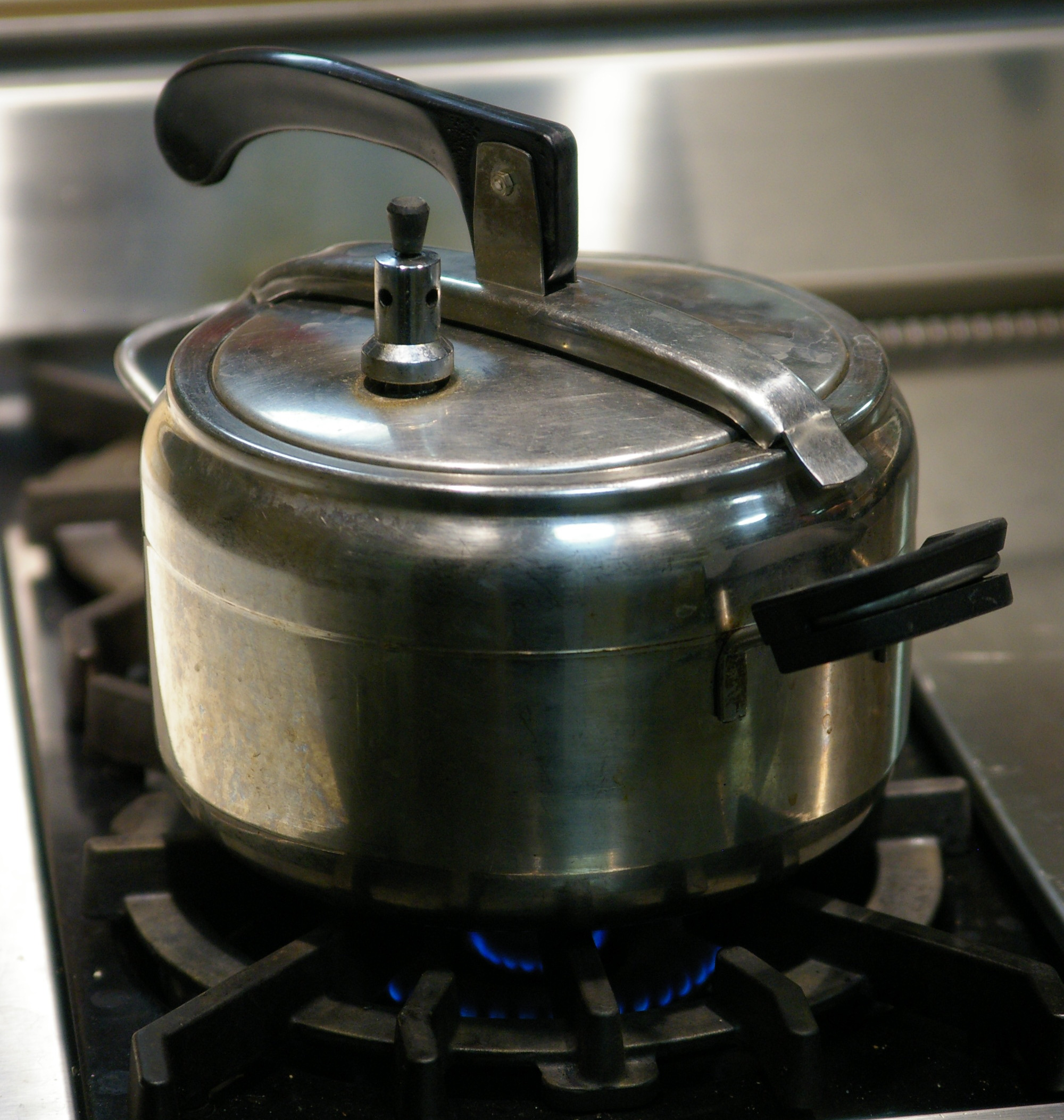